# Calumet (Iowa)
Pour les articles homonymes, voir Calumet (homonymie).
Calumet est une ville du comté d'O'Brien, en Iowa, aux États-Unis. Elle est fondée en 1887 et incorporée le 31 janvier 1895.

## Source de la traduction
- (en) Cet article est partiellement ou en totalité issu de l’article de Wikipédia en anglais intitulé « Calumet, Iowa » (voir la liste des auteurs).